# Łagiewniki (gmina)
Łagiewniki (niem. Heidersdorf) – gmina wiejska w województwie dolnośląskim, w powiecie dzierżoniowskim. W latach 1975–1998 gmina położona była w województwie wrocławskim.
Siedziba gminy to Łagiewniki, które stanowią również główny ośrodek obsługi gminy: pełniąca funkcje administracyjną i usługowo-handlową.
Według danych z 30 czerwca 2004 gminę zamieszkiwały 7284 osoby. Natomiast według danych z 30 czerwca 2020 roku gminę zamieszkiwało 7430 osób.

## Ochrona przyrody
Na obszarze gminy znajduje się rezerwat przyrody Góra Radunia chroniący obszar lasu na wzgórzu zbudowanym ze skał wulkanicznych, ze stanowiskami rzadkich gatunków roślin i interesującymi zbiorowiskami kserotermicznymi.

## Struktura powierzchni
Według danych z roku 2002 gmina Łagiewniki ma obszar 124,42 km², w tym:
- użytki rolne: 73%
- użytki leśne: 19%

Gmina stanowi 25,99% powierzchni powiatu.

## Demografia

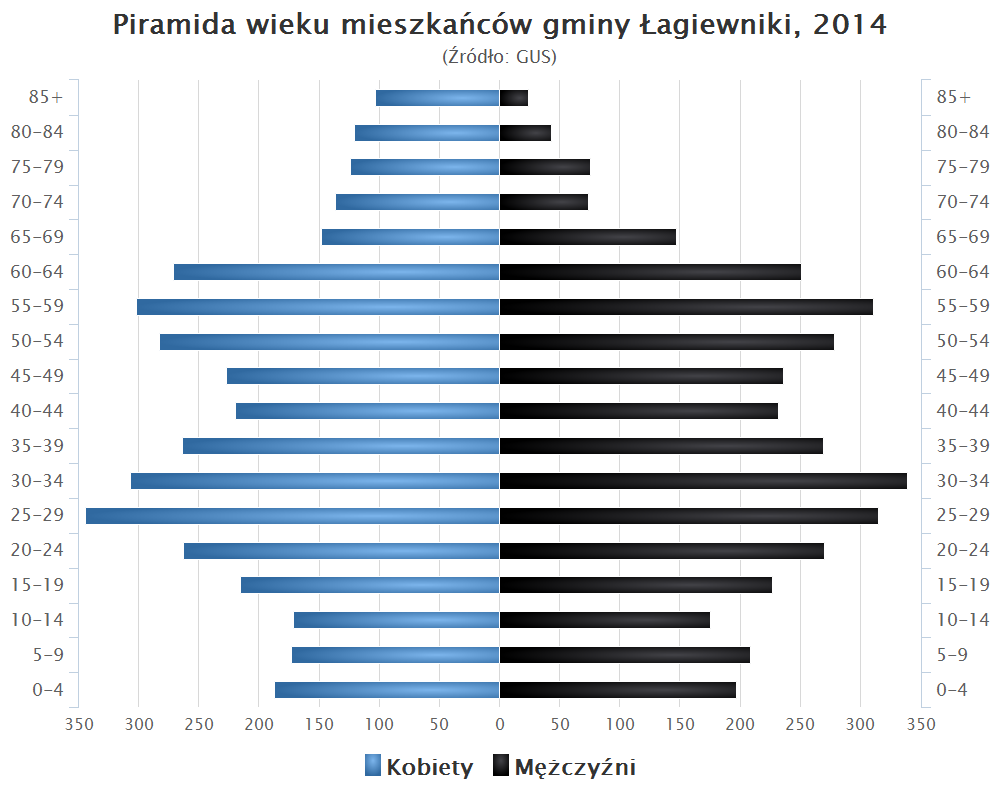
Piramida wieku mieszkańców gminy Łagiewniki w 2014 roku

Dane z 30 czerwca 2004:
| Opis                              | Ogółem | Ogółem | Kobiety | Kobiety | Mężczyźni | Mężczyźni |
| --------------------------------- | ------ | ------ | ------- | ------- | --------- | --------- |
| jednostka                         | osób   | %      | osób    | %       | osób      | %         |
| populacja                         | 7284   | 100    | 3787    | 52      | 3497      | 48        |
| gęstość zaludnienia (mieszk./km²) | 58,5   | 58,5   | 30,4    | 30,4    | 28,1      | 28,1      |

## Gospodarka
Głównym ośrodkiem gospodarczym gminy jest wieś Łagiewniki, pełniąca funkcję
administracyjną i usługowo-handlową. Na terenie wsi znajdują się instytucje o charakterze
publicznym: Urząd Gminy, Zakład Usług Komunalnych, Gminny Ośrodek Pomocy Społecznej,
Samodzielny Publiczny Zakład Opieki Zdrowotnej, Biblioteka Publiczna, Szkoła Podstawowa,
Przedszkole Publiczne i Gimnazjum.
Do najważniejszych zakładów produkcyjnych na terenie gminy należą m.in.:
- Piekarnia "Backpol",
- Piekarnia Bąkowscy,
- Zakład Mechaniczno-Handlowy "ZAMEH",
- Zakład Przerobu Kamienia Naturalnego "Kamskal",
- Producent wyrobów z kamienia "SKALTRAK"
- Zakład kamieniarski w Trzebniku.

Na terenie gminy znajduje się również filia "Banku Spółdzielczego" w Kobierzycach. Działają przedsiębiorstwa usługowe – sklepy, warsztaty samochodowe, fryzjer itp. Gmina posiada 16 ha gruntów przeznaczonych pod inwestycje.

## Sołectwa
Jaźwina, Ligota Wielka, Łagiewniki, Młynica, Oleszna, Przystronie, Radzików, Ratajno, Sieniawka, Sienice, Słupice, Sokolniki, Stoszów, Trzebnik.

## Pozostałe miejscowości
Domaszów, Janczowice, Kuchary, Mniowice, Uliczno.

## Sąsiednie gminy
Dzierżoniów, Jordanów Śląski, Kondratowice, Marcinowice, Niemcza, Sobótka